# 美樂釀酒公司
美樂釀酒公司（英語：Miller Brewing Company）是一家位於美國威斯康辛州密爾沃基的啤酒廠和啤酒公司，於1855年由德國移民弗雷德里克·米勒創立 。莫爾森·庫爾斯（Molson Coors）於2016年收購了美樂的全球品牌。

## 外部連結
- 官方網站 （页面存档备份，存于）